# Franz Kindermann
Franz Kindermann (28. prosince 1842 Nová Grafenwalde – 3. dubna 1921 Mikulášovice), celým jménem Franz Xaver Kindermann, byl rakouský a český lékař a politik německé národnosti, v závěru 19. století a počátkem 20. století poslanec Českého zemského sněmu a Říšské rady.

## Studium
Povinnou školní docházku absolvoval Franz Kindermann v rodné vsi a později v sousedním Šluknově. Po jednom ročníku reálky ve Dvoře Králové nad Labem studoval postupně na gymnáziu v Litoměřicích (1. ročník), na biskupském semináři v Mariánských Radčicích (2.–6. ročník) a konečně na gymnáziu v České Lípě (7. a 8. ročník). Protože odmaturoval s vyznamenáním, nemusel nastoupit vojenskou službu. Díky štědrým příspěvkům příbuzných z matčiny strany mohl vystudovat medicínu na Karlo-Ferdinandově univerzitě v Praze a na univerzitě ve Štýrském Hradci. Později v letech 1875–1876 absolvoval další lékařské studium ve Vídni.

## Lékařská praxe
První lékařskou zkušenost získal v roce 1866 během prusko-rakouské války, kdy působil dobrovolně jako ranhojič rakouského válečného loďstva.) Po úspěšném zakončení studia přišel do Mikulášovic (dům čp. 641), kde působil jako oblíbený praktický lékař. Později se stal primářem v Nemocnici korunního prince Rudolfa (otevřena roku 1877), jejíž založení sám podporoval.

## Politická kariéra
V 80. letech 19. století se zapojil do zemské politiky. Pravidelně zasedal v Říšské radě (celostátní zákonodárný sbor), kam poprvé usedl roku 1882. Slib složil 5. prosince 1882. Zastupoval městskou kurii, obvod Šluknov, Haňšpach atd. Mandát obhájil za stejný obvod ve volbách do Říšské rady roku 1885, volbách do Říšské rady roku 1891, volbách do Říšské rady roku 1897 a volbách do Říšské rady roku 1901. Zvolen byl i ve volbách do Říšské rady roku 1907, nyní za volební okrsek Čechy 100. Poslanecké křeslo tu obhájil ve volbách do Říšské rady roku 1911.
Zpočátku byl počítán mezi německé liberály (tzv. Ústavní strana). Po svém zvolení do Říšské rady usedl do nově utvořeného poslaneckého klubu Sjednocené německé levice, do kterého se spojilo několik ústavověrných politických proudů. Později patřil do frakce Německý klub. Když se ale tento klub spojil do frakce Sjednocené německé levice, přešel Kindermann do nacionálně vyhraněnějšího klubu Deutschnationale Vereinigung. Jako člen Deutschnationale Vereinigung se uvádí i k roku 1890.
Po volbách v roce 1907 se uvádí jako člen frakce Německý národní svaz (Deutscher Nationalverband). Po volbách roku 1911 se uvádí nadále jako člen Německého národního svazu, v jehož rámci byl členem Německé radikální strany. Na zemském sněmu byl členem klubu poslanců Německé lidové strany.
Ve volbách v roce 1889 byl zvolen v městské kurii (volební obvod Šluknov, Ehrenberg, Haňšpach) do Českého zemského sněmu. Mandát zde obhájil ve volbách v roce 1895, volbách v roce 1901 a volbách roku 1908.
Kromě toho se věnoval politice také na komunální úrovni – od roku 1890 zasedal v mikulášovické obecní radě. Svou obec se snažil Kindermann všemožně podporovat; prosazoval kupříkladu založení střední průmyslové školy (1891) nebo stavbu železniční trati Rumburk – Mikulášovice dolní nádraží (1902).
Po válce zasedal v letech 1918–1919 jako poslanec Provizorního národního shromáždění Německého Rakouska (Provisorische Nationalversammlung) za klub Deutscher Nationalverband.

## Závěr života
Poslední roky svého života strávil MUDr. Kindermann na odpočinku v Mikulášovicích ve svém domě čp. 641, kde také zemřel. Pochován byl v rodinné hrobce na místním hřbitově po boku své manželky Marie a tří dětí, které zemřely v dětství.
Jeho bratr Johann Hermann Kindermann (1849–1912) byl podnikatelem a politikem.

## Galerie

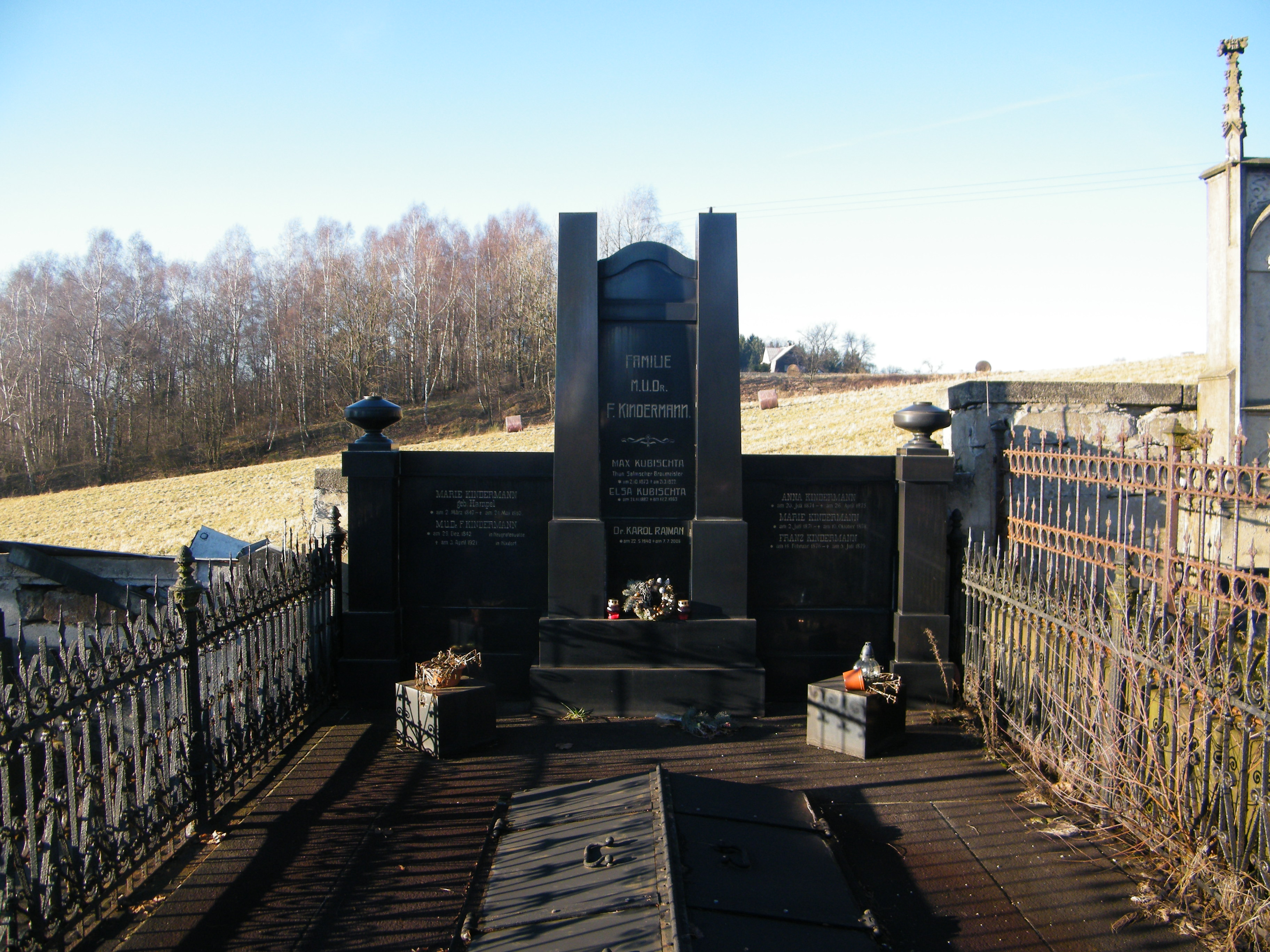
Hrob MUDr. Franze Kindermanna v Mikulášovicích
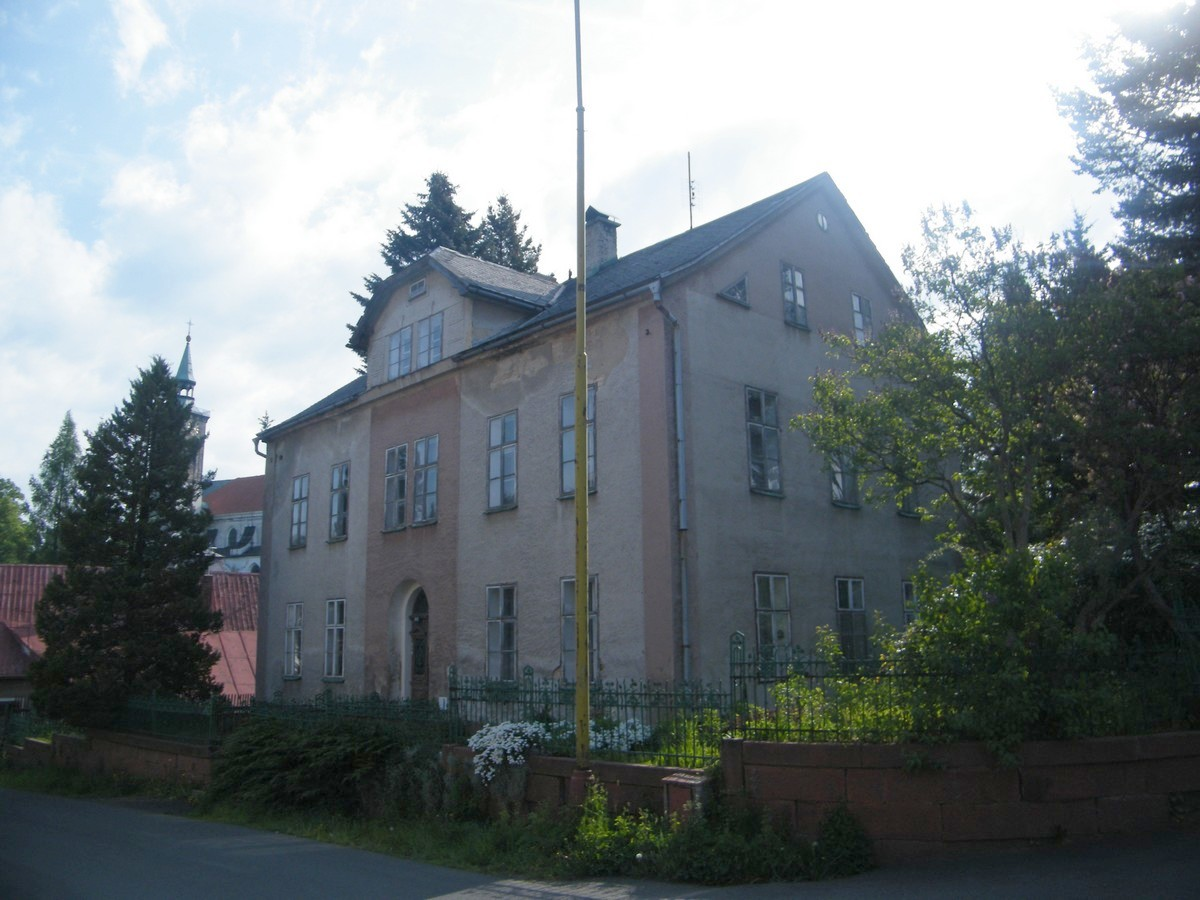
Kindermannův dům v Mikulášovicích